# زوراب جفانيا

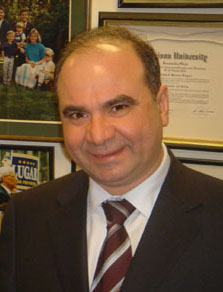
زوراب جفانيا

زوراب جفانيا (بالجورجية: ზურაბ ჟვანია, وبالعبرية: זוראב ז'ווניה) (مواليد 9 ديسمبر 1963 - وفيات 3 فبراير 2005) هو سياسي ورجل أعمال جورجي, انتخب رئيساً لوزراء جورجيا في 17 فبراير 2004 حتى وفاته في 3 فبراير 2005.

## حياته الشخصية
ولد زوراب فيساريونوفيتش جفانيا عام 1963 في العاصمة الجورجية تبليسي لأب جورجي وأم يهودية أرمينية وفي عام 1985 تخرج من كلية العلم قسم علم الأحياء جامعة تبليسي وعمل في الجامعة حتى عام 1992 وتوفي أنثاء نومه في منزل أحد أصدقائه إثر تسرب للغاز عام 2005.